# أيمن كامل
أيمن علي كامل دبلوماسي مصري، ولد في 4 سبتمبر 1965 في القاهرة في مصر. يشغل حاليا منصب مساعد وزير الخارجية للشؤون الآسيوية واستراليا ونيوزيلندا وجزر الباسيفيك. عمل سابقا سفيرا لبلاده لدى اليابان، من عام 2017 حتى عام 2021.